# Manthey Racing
Pour les articles homonymes, voir Manthey.
Manthey Racing est une écurie automobile allemande, fondée en 1996 par l'ancien pilote Olaf Manthey et basée à Meuspath en Rhénanie-Palatinat (à proximité du circuit du Nürburgring). Elle participe principalement au championnat VLN et aux 24 Heures du Nürburgring. 
Depuis 2013, l'écurie est détenue à 51 % par le constructeur automobile Porsche. Ainsi, depuis cette date et après plusieurs saisons d'absence en compétition internationale, l'écurie participe au Championnat du monde d'endurance FIA (dans lequel se déroulent les 24 Heures du Mans) en partenariat avec la branche motorsport de la firme de Zuffenhausen, sous les dénominations Porsche AG Team Manthey, Porsche Team Manthey ou encore Porsche GT Team.
Manthey Racing est également préparateur automobile via sa structure Manthey Motors.

## Historique
Après des débuts en Porsche Carrera Cup et Porsche Supercup, l'écurie s'est engagée en 2001 et 2002 dans le championnat DTM, sans succès probant, et finira par revenir dans les compétitions de Grand Tourisme.

## Palmarès
- Porsche Supercup
  - Victoire en 1997, 1998, 1999 et 2000 avec Patrick Huisman

- 24 Heures du Nürburgring
  - Victoire en 2006, 2007, 2008, 2009, 2011, 2018 et 2021

- 24 Heures du Mans
  - Vainqueur de la catégorie GT aux 24 Heures du Mans 1999 avec Uwe Alzen, Patrick Huisman et Luca Riccitelli
  - Vainqueur de la catégorie GTE Pro aux 24 Heures du Mans 2013 avec Marc Lieb, Richard Lietz et Romain Dumas
  - Vainqueur de la catégorie LMGT3 aux 24 Heures du Mans 2024 avec Yasser Shahin, Morris Schuring et Richard Lietz
  - Vainqueur de la catégorie LMGT3 aux 24 Heures du Mans 2025 avec Ryan Hardwick, Riccardo Pera et Richard Lietz

## Pilotes
(Liste non exhaustive)
- Timo Bernhard (2011-2013 / 2018)
- Marc Lieb (2013)
- Richard Lietz (2013-2022 / 2024-)
- Romain Dumas (2013 / 2017-2019)
- Jörg Bergmeister (2013-2016)
- Patrick Pilet (2013-2019)
- Nick Tandy (2014-2016 / 2018-2019)
- Marco Holzer (2014 / 2021 / 2023)
- Frédéric Makowiecki (2014-2023)
- Michael Christensen (2015-2023)
- Dennis Olsen (2016-2019 / 2023)
- Kévin Estre (2017-2023)
- Dirk Werner (2017-2018)
- Gianmaria Bruni (2018-2022)
- Laurens Vanthoor (2018-2022)
- Earl Bamber (2018-2019)
- Julien Andlauer (2020 / 2023)
- Matt Campbell (2020-2021 / 2023)
- Mathieu Jaminet (2019-2020 / 2023)
- Neel Jani (2021)
- Thomas Preining (2022-2023)

## Hommage
Pour fêter les 25 ans de Manthey Racing, Porsche présente en août 2021 une série limitée de sa 911, modèle emblématique de la marque allemande. Nommée GT2 RS Clubsport 25, cette série est limitée à 30 exemplaires et est basée sur la GT2 RS Clubsport Type 991. Cette édition de la 911 est motorisée par un flat 6 3,8 litres biturbo de 700 ch et reçoit une boîte robotisée PDK. Ce modèle à l'aérodynamisme particulièrement optimisée sera livré à partir de début 2022.

## Galerie

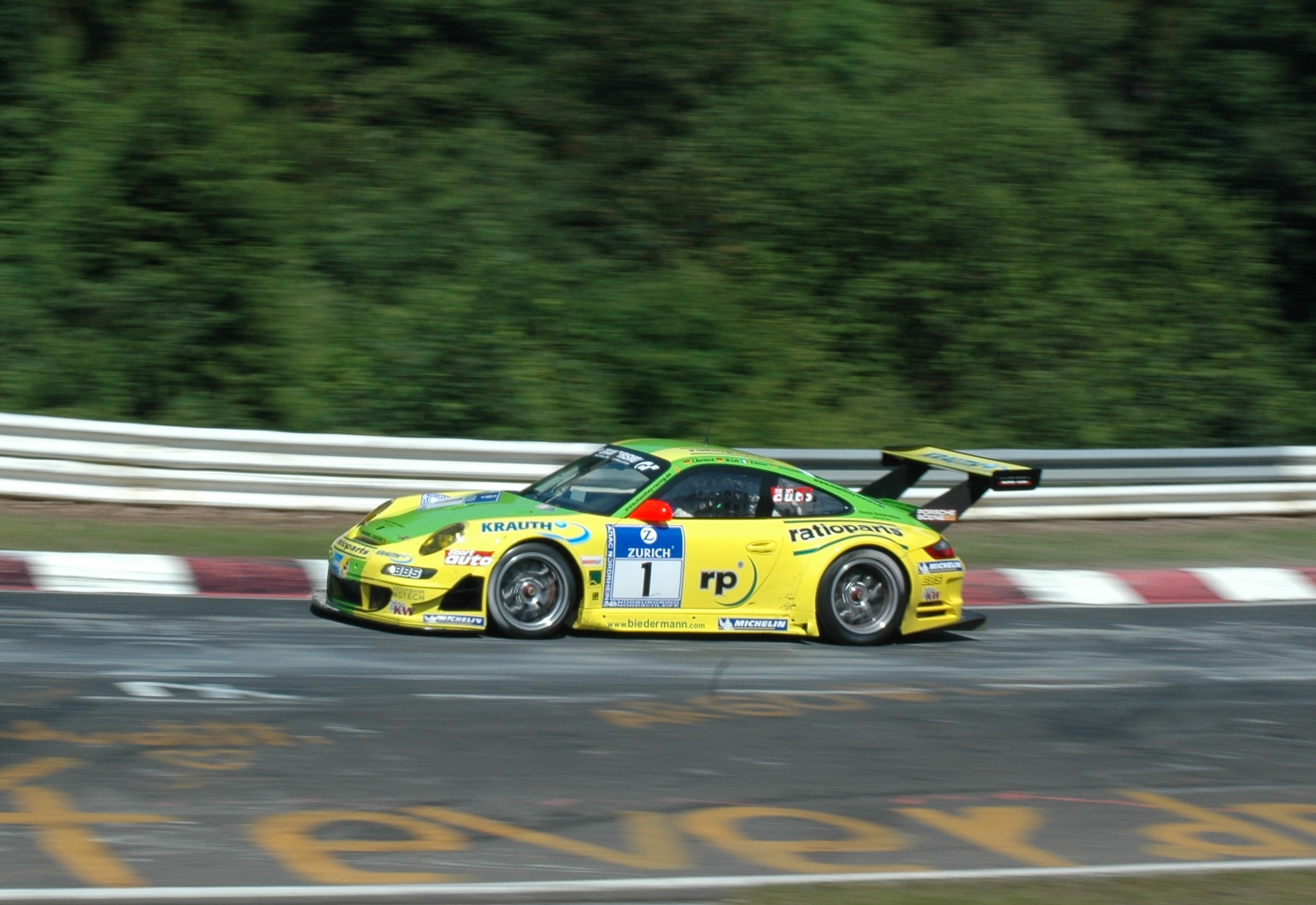
La 911 GT3 RSR (997) victorieuse des 24 Heures du Nürburgring en 2007.
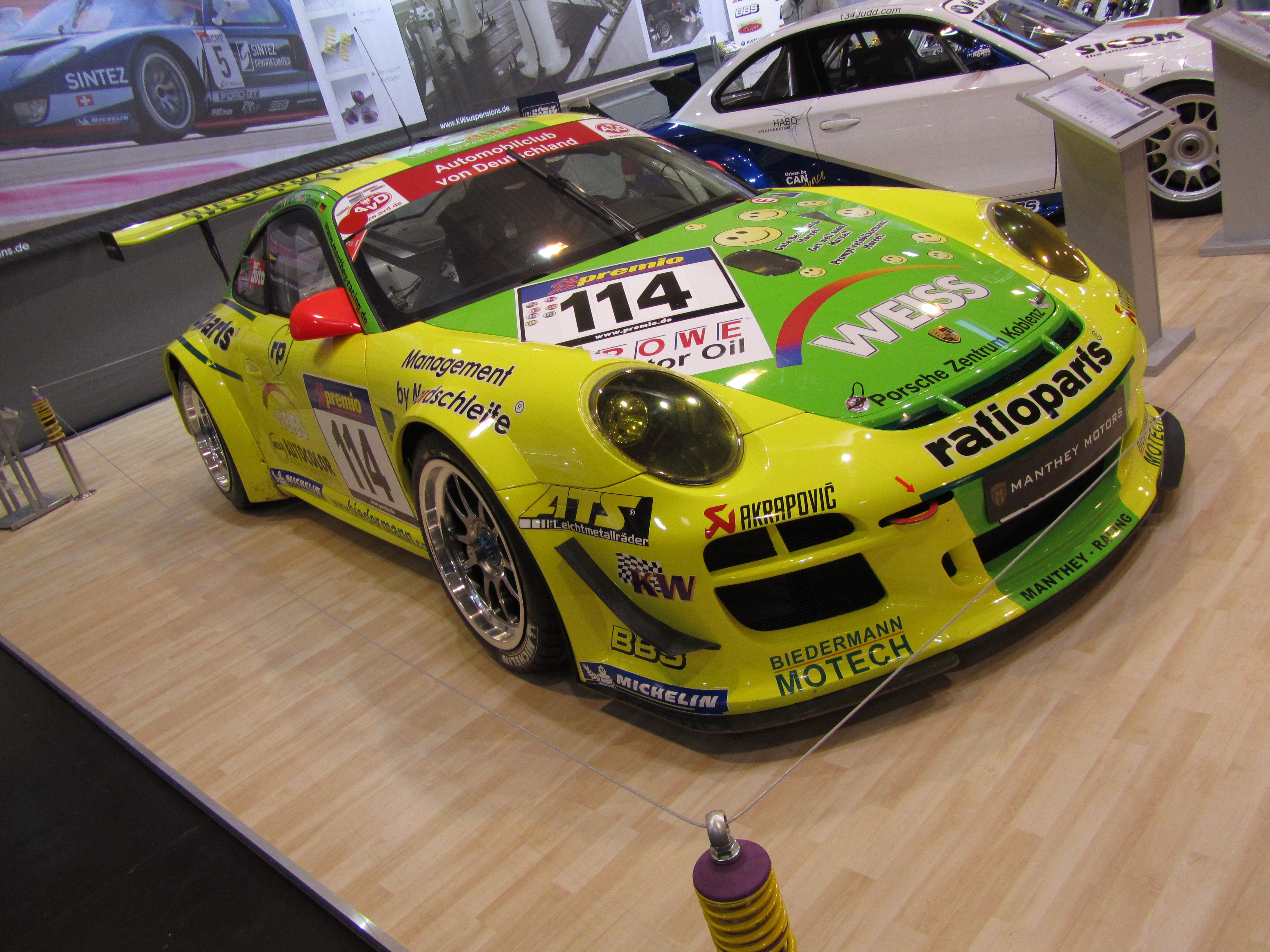
La Porsche 911 (997) GT3 R de 2010.
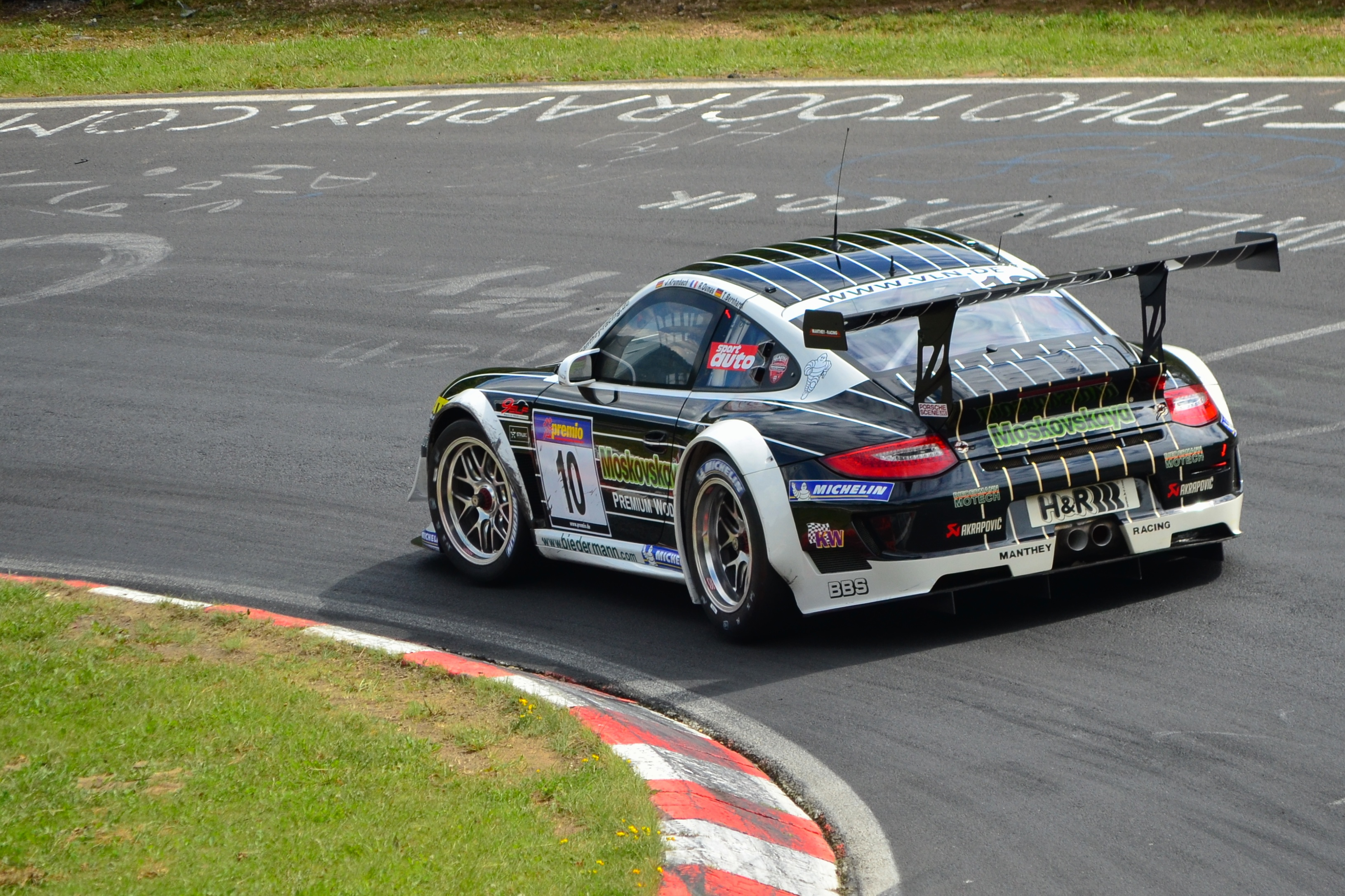
La Porsche 911 (997) GT3 R en 2012.